# Jacek Junosza Kisielewski
Jacek Marek Junosza Kisielewski (ur. 21 stycznia 1952 w Poznaniu) – polski urzędnik państwowy i dyplomata w stopniu ambasadora tytularnego, ambasador RP w Brazylii (2007–2013) oraz Portugalii (2016–2020), konsul generalny w Toronto (1999–2004); naukowiec, doktor habilitowany nauk przyrodniczych.

## Życiorys
Absolwent studiów biologicznych na Uniwersytecie im. Adama Mickiewicza. W 1978 uzyskał tamże stopień doktora nauk przyrodniczych, a w 1990 doktora habilitowanego na podstawie rozprawy Inland-water Gastrotricha from Brasil. Do 1991 pracował jako nauczyciel akademicki w ówczesnej Wyższej Szkole Rolniczo-Pedagogicznej w Siedlcach, gdzie pełnił funkcję prodziekana Wydziału Rolniczego, zastępcy dyrektora Instytutu Biologii Stosowanej oraz jako badacz w oddziale Polskiej Akademii Nauk w Poznaniu. Profesor wizytujący na Uniwersytecie w São Paulo (1984–1985), a następnie prowadził badania w ramach stypendium w delcie Amazonki i Mato Grosso. Był promotorem doktoratu Teresy Nesteruk (1992).
Od 1991 związany ze służbą dyplomatyczną. Rozpoczął pracę w Konsulacie Generalnym RP w Brukseli, początkowo jako konsul polonijny, a od 1992 do 1996 jako konsul generalny. Jednym z większych jego sukcesów podczas pracy tam był współudział w utworzeniu Rady Polonii Belgijskiej. Po powrocie do Polski pracował w Ministerstwie Spraw Zagranicznych w Departamencie Konsularnym i Wychodźstwa, a następnie w Departamencie Polonii, który tworzył i którym kierował jako pierwszy dyrektor. Od 1999 do 2004 pełnił funkcję konsula generalnego RP w Toronto, a po powrocie do Warszawy pracował jako zastępca dyrektora w Departamencie Konsularnym i Polonii.
Od 2007 do 8 lutego 2013 był ambasadorem w Brazylii. Po powrocie ponownie pracował w Departamencie Współpracy z Polonią i Polakami za Granicą, początkowo jako zastępca dyrektora, a od 2014 jako dyrektor. W 2016 został nominowany ambasadorem w Portugalii. Listy uwierzytelniające na ręce prezydenta Marcelo Rebelo de Sousa złożył 19 października 2016. Swoją misję w Portugalii zakończył 14 sierpnia 2020.
Biegle włada językami: portugalskim, angielskim i francuskim. Żonaty z Grażyną Junosza Kisielewską, ma córkę. W wolnych chwilach para się fotografią przyrodniczą.

## Ordery i odznaczenia
- Krzyż Wielki Orderu Krzyża Południa (Brazylia)[15]
- Honorowy obywatel metropolii São Paulo[13]
- Medal „Pro Memoria” (Polska, 2010)[9]
- Nagroda Ministra Spraw Zagranicznych Amicus Oeconomiae(inne języki) (Polska, 2018)[16]
- Krzyż Wielki Orderu Zasługi (Portugalia, 13 sierpnia 2020)[17]

## Publikacje
- Jacek Kisielewski, Brzuchorzęski (Gastrotricha) : (z 108 rysunkami w tekście), Łódź: Polskie Towarzystwo Hydrobiologiczne, Wydawnictwo Uniwersytetu Łódzkiego, 1998, ISBN 83-7171-138-7, OCLC 749790780. Brak numerów stron w książce